# Letni Puchar Kontynentalny w skokach narciarskich 2025
Letni Puchar Kontynentalny w skokach narciarskich 2025 – 24. edycja Letniego Pucharu Kontynentalnego, która ma rozpocząć się 13 września 2025 w Stams, a zakończyć 19 października 2025 w Klingenthal.
Oficjalny kalendarz cyklu został zatwierdzony 8 maja 2025 podczas posiedzenia Komisji ds. skoków narciarskich FIS w Vilamourze. Zaplanowanych zostało sześć konkursów indywidualnych.

## Kalendarz i wyniki
| Źródło                                                 | Źródło               | Źródło       | Źródło | Źródło | Źródło     | Źródło     | Źródło     |
| Lp                                                     | Data                 | Miejscowość  | HS     | Uwagi  | 1. miejsce | 2. miejsce | 3. miejsce |
| ------------------------------------------------------ | -------------------- | ------------ | ------ | ------ | ---------- | ---------- | ---------- |
| 1.                                                     | 13 września 2025     | Stams        | HS115  | –      |            |            |            |
| 2.                                                     | 14 września 2025     | Stams        | HS115  | –      |            |            |            |
| 3.                                                     | 27 września 2025     | Hinterzarten | HS111  | –      |            |            |            |
| 4.                                                     | 28 września 2025     | Hinterzarten | HS111  | –      |            |            |            |
| 5.                                                     | 18 października 2025 | Klingenthal  | HS140  | [ a ]  |            |            |            |
| 6.                                                     | 19 października 2025 | Klingenthal  | HS140  | [ a ]  |            |            |            |
| Letni Puchar Kontynentalny 2025 – klasyfikacja końcowa |                      |              |        |        |            |            |            |